# 치약

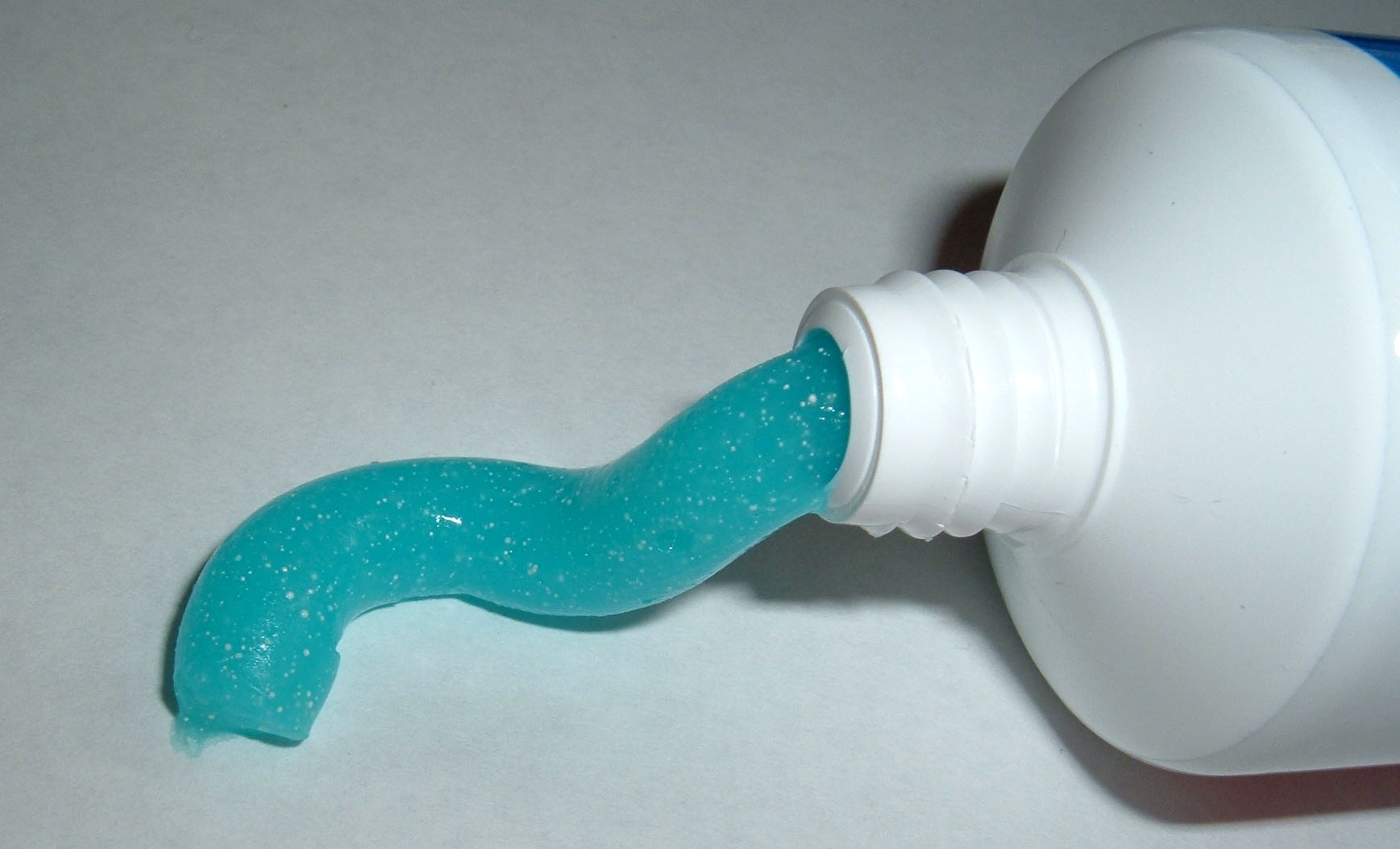
통상적인 치약 및 튜브 용기

치약(齒藥, 영어: toothpaste)은 치아를 깨끗이 하고 구강 청결을 유지하기 위해서 사용하는 화학 물질이다. 다양한 종류의 치약이 있으며 튜브에 넣어 짜서 쓰는 경우가 일반적이다. 칫솔에 묻혀서 사용한다. 치약의 유통기한은 제조일로부터 곧 3년이다.
치약은 포함돼 있는 성분에 따라 충치 예방, 치주질환 예방, 치아미백, 구취제거 등 다양한 효과를 가지고 있다.

## 역사
치약에 관한 가장 오래된 기록은 고대 이집트인의 ‘희고 완벽한 이를 위한 치약제조법’이다. 그리스, 또 그 이후로 로마는 으깬 뼈와 굴껍데기 따위의 연마재를 추가하여 치약 제조법을 개선시켰다. 9세기에 이라크의 음악가이자 패션 디자이너 지르얍은 어떠한 종류의 치약을 발명하였는데, 그는 이슬람 스페인을 통해 대중화시켰다. 이 치약의 정확한 재료는 알려져 있지 않지만, 기능적이면서도 맛 또한 괜찮은 것으로 보고되었다.

### 현대
현재 우리가 쓰는 치약은 19세기에 개발되었고 1896년 미국 콜게이트사가 튜브에 담아 판매 하면서 널리 보급되기 시작했다.

#### 대한민국 치약의 역사
대한민국에 치약이 처음 들어온 때는 1889년 일본에서 가루형태로 개발된 치분이다. 당시 치분은 가루치약은 궁궐이나 고관대작의 집에서나 사용되는 귀한 물건이었고, 일반인들은 치약과 같은 용도로 소금을 사용하는 정도였다. 광복이후에는 콜게이트 치약이 국내 시장에 들어오면서 현대 치약이 세상에 알려졌다. 1954년에는 LG의 전신인 락희화학공업사가 대한민국 최초의 튜브형 치약인 ‘럭키치약’을 생산하기 시작했다. 이후 1960년대 들어 불소 성분이 들어있는 치약이 인기를 끌며 치약은 대중화되었다.

## 치약의 성분
치약의 주성분은 절반 이상이 치아 표면에 붙은 이물질을 제거하고 치아를 하얗게 해주는 연마제이다. 여기에 소량의 계면활성제와 구강 내 청결을 위한 살균제와 탈취제, 충치예방을 위한 불소성분과 방부제가 포함돼 있다. 그중 실리카, 파라벤(보존제)과 트리클로산(향균제)이라는 성분이 일부 치약에서 사용되기도 한다.

## 치약의 사용법
치약을 칫솔위에 짤 때 칫솔모 사이에 들어가도록 짜주는 것이 좋다. 치약의 경우 충치가 잘 생기는 사람은 불소 성분이 1000ppm 이상 들어 있는 치약을 권장한다. 잇몸 염증인 치은염이나 잇몸과 주변 조직까지 염증이 퍼진 치주염 등을 예방하려면 염화나트륨, 초산토코페롤, 염산피리독신, 알란토인류 등이 함유된 치약을 사용하는 것이 좋다. 이산화규소, 탄산칼슘, 인산수소칼슘 등이 들어 있는 치약은 치태나 치석 제거 효과가 있고, 피로인산나트륨이 든 치약은 치석이 생기는 것을 예방할 수 있다. 치약을 사용할 때는 칫솔모 길이의 1/2∼1/3만 스며들도록 짜서 물을 묻히지 않고 바로 칫솔질을 하는 것이 좋다. 6살 이하 어린이는 완두콩 크기면 적당하다. 치약은 삼키지 말고 칫솔질 뒤에는 입안을 충분히 헹궈내야 한다. 입안을 충분히 행궈내지 않으면 입냄새의 원인이 될 수 있다.

## 기타
찌든때 제거용으로 사용할 수도 있다.

## 관련 논문
- 정은진, 〈한국 한자어 ‘치약(齒藥)’의 성립과 문화사 -문화사적 관점을 아우른 어휘사 연구 시론-〉, 《우리어문연구》 73, 우리어문학회, 2022년: '치약(齒藥)'이 한국제 한자어이고 아울러 이것이 일본제 낱말을 밀어낸 까닭을 밝힌 논문이다.

## 같이 보기
- 치실
- 칫솔
- 불소